# Patten (Kättilstads socken, Östergötland, 644620-150777)
Patten är en sjö i Kinda kommun i Östergötland och ingår i Storåns huvudavrinningsområde.